# تل نارنجستان
تل نارنجستان مربوط به دوره ساسانیان - سده‌های اولیه دوران‌های تاریخی پس از اسلام است و در شهرستان بهبهان، بخش مرکزی، دهستان حومه، ۳ کیلومتری شمال غرب روستای منصوریه واقع شده و این اثر در تاریخ ۱ مرداد ۱۳۸۶ با شمارهٔ ثبت ۱۹۲۹۰ به‌عنوان یکی از آثار ملی ایران به ثبت رسیده است.